# ارین لوی
ارین لوی (انگلیسی: Erin Levy؛ زادهٔ) فیلم‌نامه‌نویس اهل ایالات متحده آمریکا است. او بیشتر به خاطر فعالیت در مجموع تلویزیونی مد من برای شبکه تلویزیونی ای‌ام‌سی شناخته میشود.